# 生田秀
生田 秀（いくた ひいず、1857年（安政4年） - 1906年（明治39年）3月28日）は、日本近代ビールの父と称された大阪麦酒会社（現アサヒビール）の支配人、技術長。息子に鼓筒研究家の生田耕一がおり、自身も小鼓を収集していた。

## 人物
新潟県佐渡島出身であり、16歳のころ上京し、同じく新潟県出身の司馬凌海による私塾「春風社」へと入塾、同時に東京外語大学へと入学してドイツ語を学ぶ。大学卒業後は大阪麦酒会社に入社、1888年にドイツへと渡り、醸造学を9ヶ月で学位を獲得し日本人として初のブラウマイスターの称号を得た。帰国後はドイツ留学の経験を生かし、吹田村醸造所の建設を手がけアサヒビール初出荷へ向け尽力した。